# 道の駅しかべ間歇泉公園
道の駅しかべ間歇泉公園（みちのえきしかべかんけつせんこうえん）は、北海道茅部郡鹿部町にある北海道道43号大沼公園鹿部線の道の駅である。この項目では、しかべ間歇泉公園についても記載している。

## 概要
北海道新幹線開業に伴い鹿部町がしかべ間歇泉公園周辺整備の一環として道の駅オープンを目指した。全国的に珍しい天然温泉の間欠泉があり、1924年（大正13年）の温泉試掘中に見つかったという記録が残されている。約10分間隔で約100度の温泉が地下26メートルから湧き上がって地上15メートル以上噴き上がり、噴出量は約500リットルある。噴泉湯が国道など周囲に飛散する事を防止するため、通常は地上約10メートルの位置に蓋を設けている。成分はナトリウム・塩化物泉で、無味無臭となっている。1999年（平成11年）に体験型公園としてオープンし、公園内には間欠泉の温泉を利用した足湯、目前で間欠泉を見ることができて北海道駒ヶ岳や内浦湾（噴火湾）も眺めることができる眺望の館、休憩室などがある集いの館を設置している。
海沿いには、鹿部町にゆかりのある星野哲郎が作詞した鳥羽一郎の曲「北斗船」の歌碑を建立している。

## 歴史
- 2015年（平成27年）11月5日、道の駅登録[5]。
- 2016年（平成28年）3月18日、オープン[6][7]。

## 施設
- 駐車場
  - 普通車：45台
  - 大型車：6台
  - 身障者用：3台
- トイレ棟
  - 男：大2器、小3器
  - 女：4器
  - 身障者用：1器（オストメイト対応）
- 物産館「鹿部・食とうまいもの館」
  - 食堂（浜のかあさん食堂）
  - こいたのおかず屋
  - 道の駅のさかな屋
  - インフォメーションコーナー
- 体験・研修棟
- 温泉蒸し釜
- 間歇泉・温泉足湯
  - 営業時間 【3月20日 - 11月30日】 月 - 木 9:00 - 17:00、金 - 日・祝 8:30 - 18:00、定休日 なし（急な定休日に関しましては、公式HPに記載いたします）【12月1日 - 3月19日】月 - 木 10:00 - 15:00、金 - 日・祝 9:00 - 18:00、定休日 1月4日 - 3月19日までの毎週水曜日、年末年始（12月30日 - 1月1日）※各テナント、施設ごとの営業時間に関しましては公式HPにそれぞれ記載していますのでご確認くださいませ。
  - 入園料：大人／300円、子ども（小・中学生）／200円
- 多目的広場
- 花壇

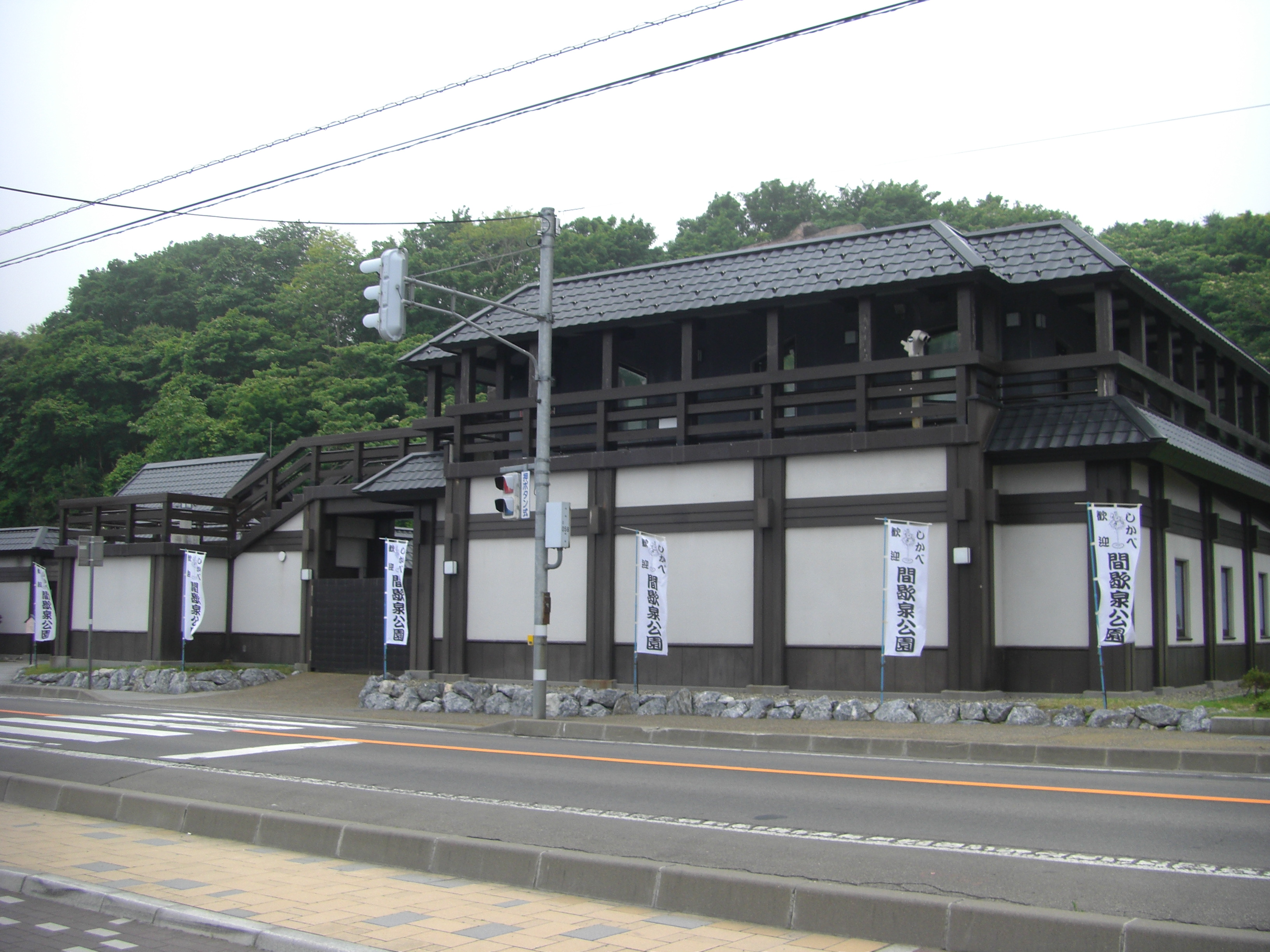
眺望の館外観（2009年6月）
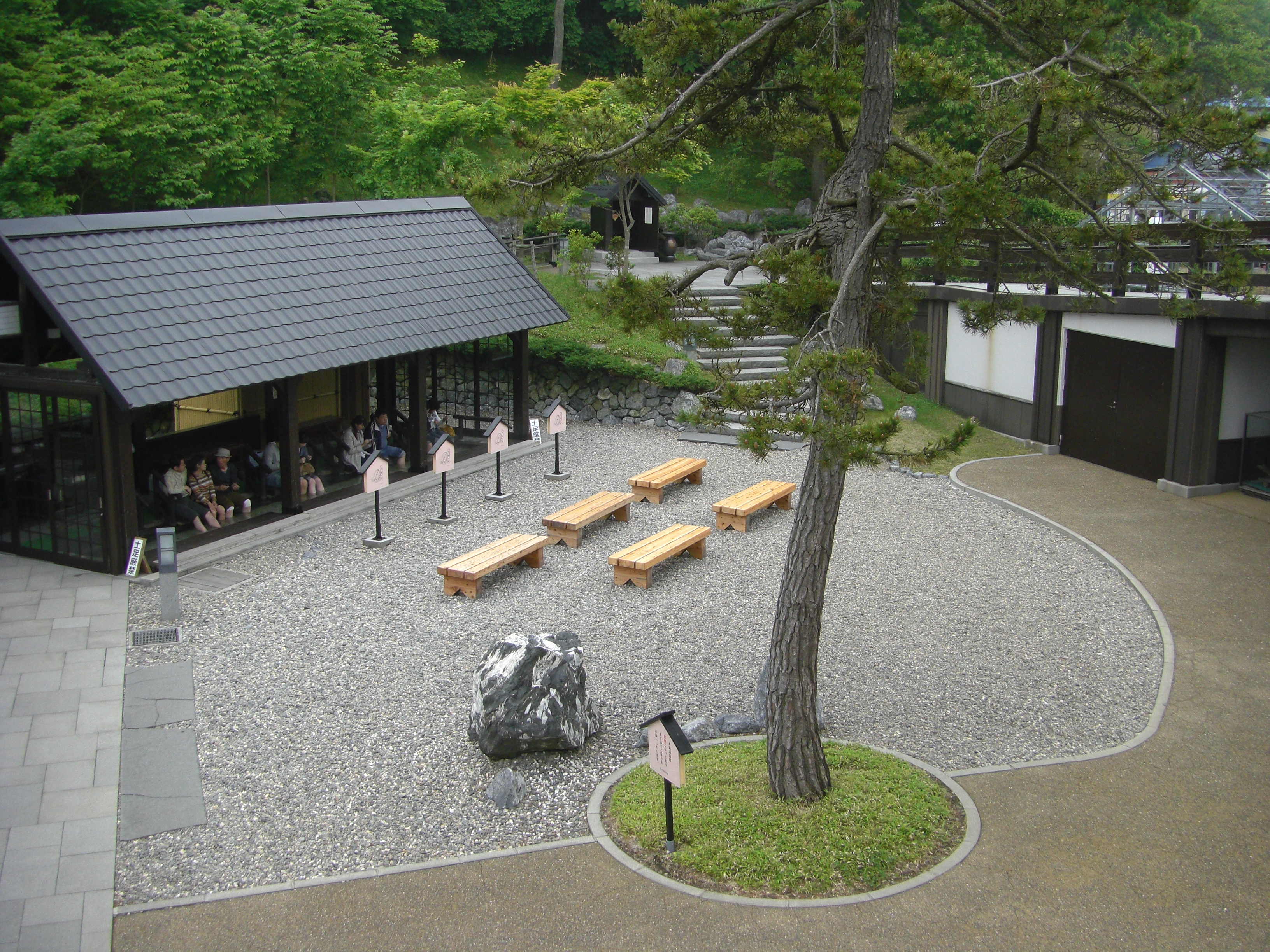
足湯と間歇泉ひろば（2009年6月）
「北斗船」記念歌碑（2008年9月）

## アクセス
北海道旅客鉄道（JR北海道）新函館北斗駅から車で約30分、道央自動車道森IC・大沼公園ICから車で約35分の距離にある。
- 北海道道43号大沼公園鹿部線（旧国道278号）※道の駅認定時は国道278号だったが2017年4月1日より現在の路線となった。

## 参考資料
- “道の駅 しかべ間歇泉公園” (PDF).  鹿部町. 2016年3月19日閲覧。